# Pedogeneze
Pedogeneze, pedogenetický proces, půdotvorný proces nebo půdotvorné pochody je vědní obor geologie, který studuje, jak vzniká půda a půdní charakter, jak se přeměňuje. Přeměna půd je výsledkem mnoha přírodních činitelů a antropogenních vlivů. Tyto vztahy lze vyjádřit následovně:
P = f × (H + R + V + MK + E + Č) + (K + B + MS + T),
kde: P – půda, H – substrát, R – reliéf, V – vodní poměry, MK – mezoklima a mikroklima, E – geobiocenoza včetně edafonu, Č – antropogenní vlivy, K – makroklima, B – biom, MS – morfostruktura, T – čas, f – funkce.[zdroj⁠?!]

## Obecné půdní mikroprocesy
Odrážejí charakter působení významných fyzikálních, chemických, biochemických a biologických jevů, které nejsou specifické pro určité horizonty a skupiny půd. Zahrnují výměnu látek a energie mezi půdou a prostředím.
- Nárůst hmoty v půdním těle
- Ztráty hmoty z půdního těla
- Translokace hmoty v půdním těle
- Transformace látek v půdním těle[2][zdroj⁠?!]

- akumulace organických látek na povrchu i pod povrchem půdy
- rozklad a resyntéza organických látek
- rozklad a transformace primárních minerálů
- tvorba a přeměny druhotných minerálů
- tvorba a rozklad organominerálních půdních složek
- výměna iontů
- redukčně-oxidační procesy
- fyziologický transport látek
- cyklus živin
- rozpouštění, peptizace, koagulace
- vzestupný, sestupný a laterální pohyb iontů a koloidů
- vstup vody do půdy, její proudění a výstup z půdy
- pronikání plynů do půdy, jejich proudění a výstup
- změny ve vnitřní stavbě a pórovitosti půd[3][zdroj⁠?!]

## Speciální půdotvorné procesy
Komplexní kombinace půdních mikroprocesů, které vedou ke vzniku určitých půdních horizontů.[zdroj⁠?!][zdroj⁠?!][zdroj⁠?!]
- Eluviace – pohyb látek z určité části půdního profilu
- Iluviace – pohyb látek do určité části profilu, kde se akumulují
- Vyluhování – vymývání rozpustných látek z půdního profilu
- Obohacování – přidávání látek do půdního profilu
- Eroze – odstraňování látek z povrchového horizontu půdy
- Kumulace – eolické nebo hydrologické přidávání minerálních částic na povrch půdního profilu
- Dekalcifikace – procesy akumulace Ca Co₃ v jednom nebo více horizontech
- Salinizace – akumulace rozpustných solí v zasolených horizontech
- Desalinizace – odstranění rozpustných solí ze zasolených horizontů
- Alkalizace = solodizace – akumulace sodíkových iontů
- Dealkalizace = desolodizace – vyluhování sodíkových iontů z alkalického horizontu
- Lesivace (illimerizace) – mechanická migrace malých minerálních částí z A do B horizontu
- Perturbace – biologické a fyzikální promísení půdní hmoty často vlivem mrznutí a tání, vysušení a zvlhčení půdy
- Podzolizace = silikalizace – chemická migrace Al, Fe a případně organických látek způsobující relativní zvýšení obsahu Si
- Lateritizace = desilikace – chemická migrace H₂SiO₄ z půdního profilu
- Feralitizace – zvyšování obsahu Fe a Al v profilu
- Feritizace – zvyšování obsahu Fe
- Alitizace – zvyšování obsahu Al v profilu
- Dekompozice – rozpad minerálních a organických látek
- Syntéza – tvorba nových částic minerálního a organického původu
- Melanizace = pigmentování – tmavnutí způsobené příměsí organických látek
- Leucinizace = vybělení – zesvětlení původně tmavého horizontu ztrátou tmavých organických látek
- Humifikace – přeměna surových organických látek na půdní humus
- Paludizace = rašelinění – hromadění a přeměna organických látek na rašelinu
- Mineralizace – uvolňování jednoduchých minerálních látek při rozkladu organických látek
- Hnědnutí = braunifikace – uvolňování Fe z primárních minerálů, je spojeno s oxidací a hydratací a obecně transformací sloučenin Fe
- Glejizace – redukce Fe v anaerobních podmínkách provázená charakteristickým modravým a až zelenavým zbarvením půdní matrice
- Oglejení – střídavá redukce a oxidace Fe vede k hromadění Fe na stěnách makropórů a k rezivě skvrnitému zbarvení[2][zdroj⁠?!]

### Význam pórů pro pedogenezi
- Pedogeneze je podmíněna zvýšenou pórovitostí substrátu, která má vliv na intenzitu procesů přeměn a na transportní procesy.
- Pórovitost je médiem pedogenetických procesů
- Pórovitost prostředí umožní:
- zvýšení objemu obyvatelných prostorů pro organismy
- vlhkost prostředí
- provzdušnění
- průběh aerobních i anaerobních procesů

### Kapalina v pórech umožní
- rozpouštění a srážení sloučenin
- iontovou výměnu
- vyluhování
- obohacování
- translokaci látek

### Póry
- Submikroskopické – neobsahují částice tekutiny – nemohou se tedy zúčastnit transportních pedogenetických procesů
- Kapilární – mají největší význam pro pedogenetický transportní systém. Jsou důležité i pro mikrobiální složku i pro rhizosféru.
- Makropóry – jsou příliš velké, neuplatní se v nich tedy kapilární síly

## Pedogenetický proces
- Primární – dochází k mechanickým, chemickým a biologickým přeměnám původní celistvé horniny. Zvyšuje se pórovitost
- Sekundární – produkt primárního procesu slouží jako pedogenetický substrát, pórovitost se může změnit jen minimálně

### Procesy přeměn

#### Přeměny[anorganické půdní složky
Výchozím materiálem substrátu většiny půd jsou horniny. Při expozici horniny do atmosféry dochází ke snížení chemické a mechanické stability a probíhá zvětrávání. Hloubka zvětrávání závisí na intenzitě a charakteru působících faktorů a na délce zvětrávání. Největší hloubka se proto objevuje na starém reliéfu ve vlhkých tropech.

##### Fyzikální zvětrávání
Fyzikální zvětrávání probíhá účinkem tepla, větru, vegetace, vody a ledu na horniny. Produktem jsou rozpadlé horniny a ve finále písek či prach. Při ozáření sluncem dojde k různým změnám objemu jednotlivých minerálů, to vede k velkému vnitřnímu napětí v hornině. Při dosažení kritických hodnot se hornina poruší a dojde k odzrňování. Voda působí změnou svého objemu při tuhnutí, vlivem rozpuštěných látek, obrušováním částic. Vítr přenáší jemné částice, které obrušují měkčí horniny. Vegetace působní kořenovým systémem.

##### Chemické zvětrávání
Chemické zvětrávání probíhá působením vody, kyslíku, CO₂, rozpuštěných minerálních a organických látek. Dělení zvětrávání z globálního hlediska:
- Sialitické zvětrávání – slabé ochuzování bází a H₂SiO₃, typické pro mírné klima
- Alitické zvětrávání – silná translokace bází a H₂SiO₃, hromadění hydroxidů Fe a Al. Typické pro vlhké tropy.

#### Přeměny organické půdní složky
Humifikace – procesy přeměny odumřelých organických látek v půdě vlivem půdní mikrofauny a mikroflóry. Na počátku převládají rozkladné procesy, kdy vznikají prekurzory (látky později používané k syntéze) a látky podléhající úplné mineralizaci. Na konci dochází k polymerizaci.
Mikrobi, podílející se na humifikaci:[zdroj⁠?!]
- mikrobiotop zymogenní (Z) – žije převážně uvnitř organických zbytků
  - dekompozice surových organických látek v první fázi, vytváření prekurzorů humusu.
- mikrobiotop autogenní (A) – osídluje povrch disperzních částic, je činitelem konečné fáze humifikace

Humus (50–80 %) se váže na anorganický koloidní povrch za vzniku jílovito-humusového komplexu.

#### Změna stupně disperzity
Disperzita (schopnost rozptylu látek mísitelných s vodou) má význam pro průběh chemických reakcí a biologických procesů.
Obvykle dochází při pedogenezi ke zvýšení disperzity.
Půda s elektrickým nábojem je schopna sorbovat ionty, díky tomu může docházet k peptizaci a koagulaci. Ty jsou předpokladem pro transport a akumulaci látek v půdním profilu. Elektrický náboj se objevuje vlivem iontogenních skupin, adsorpcí a desorpcí iontů, buněčného metabolismu při přenosu elektronů z cytoplasmy do buněčné stěny.

### Procesy přenosů
Transportním médiem je voda – umožňuje přenos rozpuštěných látek, iontů a koloidních suspenzí. Podle směru přenosu:
- vertikální směr vlivem vsakující či vzlínající vody – vznik automorfních nebo terestrických půd
- nevertikální směr – pod trvalou hladinou vody u hydromorfních nebo hydrických půd.
- Kombinace vertikálního a nevertikálního směru – při zásahu podzemní vody do půdního profilu. Ve vrchní části pak probíhá transport vertikální, ve spodní části přenos všesměrný. U autohydromorfních nebo semiterestrických půd.

#### Proudění infiltrační
Vrstvení zpomaluje infiltraci. Vývoj převlhčení na rozhraní vrstev závisí kromě půdních charakteristik na intenzitě srážky a na počáteční vlhkosti.

#### Proudění výparné
- stacionární výpar – voda proudí od hladiny podzemní vody svisle vzhůru k povrchu půdy a vypařuje se
- nestacionární výpar – probíhá při kolísání externích podmínek

#### Plynná difúze
Nejdůležitější je tok CO₂ z půdy do atmosféry a tok O₂ z atmosféry do půdy. Intenzita závisí na vyplnění pórů vodou nebo vzduchem.

#### Kryoprocesy
Procesy přenosu vody v obou fázích a transportu pevné půdní fáze vlivem promrzání půdy. V mírném pásmu dochází k sezónnímu promrzání půdy, kdy v podloží je půda i v zimě nad bodem mrazu. V severním pásmu existuje permafrost, kdy při sezonním tání rozmrzá pouze vrchní vrstva, ale spodní vrstva je stále zmrzlá. Při promrzání povrchu se zvyšuje pórovitost promrzlé zóny. Změnou skupenství vody se zvětšuje objem vyplněný ledem.
Tepelným tokem, který směřuje od teplejšího podloží k zmrzlému povrchu, se dostane spodní voda nahoru, kde zmrzne a zvětší zmrzlou vrstvu.

## Faktory ovlivňující pedogenezi

### Biologický faktor
Akumulace organických látek v půdě je určena přívodem organických látek, jejich rozložitelností, podmínkami pro rozkladnou a syntetickou činnost půdních organismů. Přívod organických látek do půdy je dán nadzemní a podzemní biomasou, čistou primární produkcí a ročním opadem. Dekompozice organických látek závisí na hydrotermických podmínkách, vlastnostech rostlin a typem edafonu a naopak – při dekompozici se uvolňuje teplo, které ovlivní hydro–termický režim. Edafon je soubor všech organismů v půdě – zabezpečuje rozklad rostlinných zbytků, mísí organické a anorganické složky půdy, přemisťuje a kypří půdu. Zooedafon – žížaly – produkují koprogenní látky, které mají fyzikální a chemický vliv. Půdní mikrobi uvolňují CO₂. Typ vegetace určuje druh opadu a ten ovlivňuje typ půdy – např. jehličnany produkují kyselý opad, který způsobuje podzolizaci půd. Při zemědělské kultivaci půd se mění podmínky přívodu a kvality organických látek a podmínky pro jejich transformaci a rozklad v půdě. Dochází k výraznému snížení obsahu organických látek v půdě.

### Klimatické podmínky
Výrazně ovlivňuje především hydrotermické cykly a režimy půd. Makroklima podmiňuje zonalitu půd, mezoklíma ovlivňuje půdu na menším prostoru a podmiňuje výškovou zonalitu (extrazonalita půd), mikroklíma je podmíněno vegetací.

### Podzemní voda
Zvyšuje vlhkost nad svou hladinou (ovlivňuje zvětrávání a vyluhování), její nadbytek zpomaluje rozpad organických látek, její vzlínání může způsobit transport soli k povrchu.

### Matečná hornina
Matečná hornina je pro pedogenezi připravována zvětráváním, vzniká tak minerální složka půdy a do značné míry předurčuje budoucí fyzikální (např. zrnitost, struktura) nebo chemické vlastnosti (např. pH) půdy.
Poskytuje minerální ionty a jílové minerály. Rozpadem hornin vznikají primární minerály (křemen, živce, slídy, kalcit, dolomit, apalit, sádrovec), ze kterých se pak tvoří sekundární minerály (jíl). Jílové minerály mají velký význam při zadržování vody v půdě. Důležitá je minerální síla hornin. Dělíme je na
- Minerálně silné (čedič, gabro, diabas)
- Středně minerálně silné (diorit, vápence, spraš, ruly, žuly)
- Minerálně slabé (fylit, svor, hadce)
- Minerálně velmi slabé (křemence, droby, buližníky)

### Reliéf
Na vývoj půdy má vliv nejen nadmořská výška (ovlivňuje klima), ale i svažitost terénu (reliéf), která má vliv na půdní erozi a množství vláhy v půdě. Predisponuje poměr půdotvorných pochodů k odnosu a sedimentaci. Ovlivňuje intenzitu sluneční radiace a způsob zásahu atmosférických srážek do půdy (svou expozicí ke Slunci, závětrností nebo návětrností). (Buzek L. 1995)Čím je strmější terén, tím je méně půdotvorného substrátu a tím méně půdy vzniká. Na plošinách se nachází více půdy. S rostoucí nadmořskou výškou klesá teplota a zvyšuje se množství srážek.

### Čas
Vlivem času se začínají více uplatňovat půdotvorní činitelé, kteří dávají půdě typické vlastnosti.
- půdy recentní – vznikají v současných podmínkách, reagují na nové podmínky
- půdy fosilní – nereagují na změny
- půdy reliktní – zbytkové
- půdy pohřbené – v úpatních částech a u vodních toků

### Člověk
Ovlivňuje půdotvorný substrát degradací (chemickým znečištěním), ovlivňuje biotu (např. kácením lesů), ovlivňuje reliéf (zrychlenou erozí), znečišťováním podzemních vod, mechanické zpracování půdy mění dynamiku vody a provzdušnění, chemické úpravy půdy hnojivy, vápněním, melioračními zásahy.